# جان اسمیت (ورزشکار)
جان اسمیت (انگلیسی: John Smith; ۳ مارس ۱۸۹۹ – ۲۹ سپتامبر ۱۹۷۳) قایقران روئینگ اهل کانادا بود.